# 利勒昂里戈
利勒昂里戈（法語：L'Isle-en-Rigault，法語發音：[lil ɑ̃ ʁiɡo]；2017年之前拼写为）是法国默兹省的一个市镇，属于巴勒迪克区。

## 地理
利勒昂里戈（48°43'5"N, 5°2'50"E）面积10.54 平方千米，位于法国大東部大區默兹省，该省份为法国西北部内陆省份，北与比利时接壤，西接马恩省和阿登省，南至上马恩省和孚日省，东临默尔特-摩泽尔省。
与利勒昂里戈接壤的市镇（或旧市镇、城区）包括：特鲁瓦方丹拉拜、博东维利耶、罗贝尔埃斯帕尼、索德吕、索姆洛讷、索河畔特雷蒙、索河畔维尔。

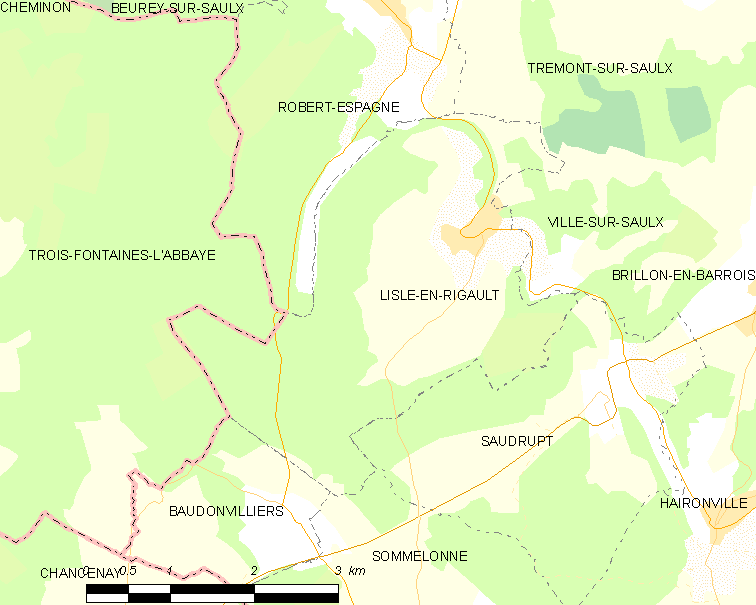
利勒昂里戈的OSM定位图

利勒昂里戈的时区为UTC+01:00、UTC+02:00（夏令时）。

## 行政
利勒昂里戈的邮政编码为55000，INSEE市镇编码为55296。

## 政治
利勒昂里戈所属的省级选区为昂塞维尔县。

## 人口

1962-2008年间利勒昂里戈人口变化图示

利勒昂里戈于2022年1月1日时的人口数量为465人。